# Uiraúna
Uiraúna est une ville brésilienne du nord-ouest de l'État de Paraíba.

## Données chiffrées
La municipalité de Uiraúna, connue sous le nom de « terre des prêtres et des musiciens » a été créée le 2 décembre 1953.
Sa population était estimée à 14 454 habitants en 2007. La municipalité s'étend sur 294 km2.

## Activités et divers
Le commerce, qui occupe une place de plus en plus prépondérante, a fait de la ville un pôle d'attraction dans la région, devenant un moteur de prospérité pour d'autres municipalités environnantes.
La ville est un nœud de communication routière et autoroutière entre Rio Grande do Norte et Ceará.

## Personnalités liées à Uiraúna
- Luiza Erundina, (1934), femme politique et syndicaliste

## Autres images

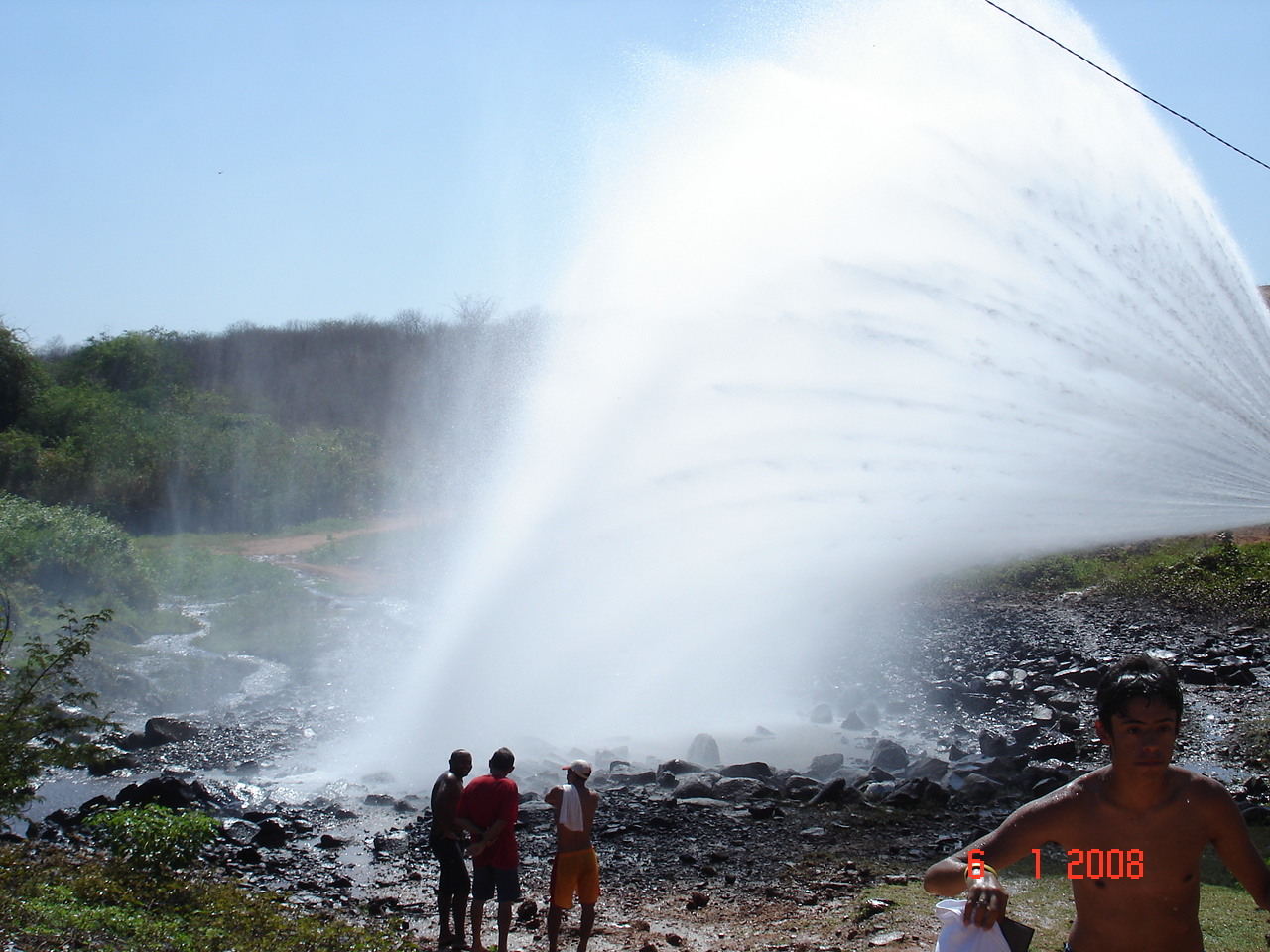
La « Queue de paon » au barrage de Capivara, point touristique dans la partie rurale d'Uiraúna